# Anna Kovalyova
Pour les articles homonymes, voir Kovalyova.
Anna Kovalyova, née le 18 janvier 1983 à Novgorod, est une gymnaste artistique russe.

## Palmarès

### Championnats du monde
- Tianjin 1999
  -  médaille d'argent au concours par équipes